# Alfonso, conde de Chester
Alfonso de Inglaterra (24 de noviembre de 1273 – 19 de agosto de 1284) fue el noveno hijo de Eduardo I de Inglaterra y Leonor de Castilla. Durante su vida fue el primero en la línea sucesoria al trono de Inglaterra y el condado de Ponthieu en Francia.
Alfonso nació en Bayona, Gascuña, y llamado así por su tío materno, el rey Alfonso X de Castilla, quien también era su padrino.
A los diez años se compromete con Margaret, hija de Florencio V de Holanda, sin embargo, muere unos meses antes de que la boda tenga lugar. Para este matrimonio se estaba confeccionando un exquisito libro de salmos que se completará una década después cuando su hermana Isabel se case con el hermano de Margaret, Juan I de Holanda, de forma que los escudos de armas vuelven a coincidir.
La muerte de Alfonso tiene lugar poco después del nacimiento de su hermano menor, el futuro Eduardo II. Alfonso es enterrado en la Capilla de los confesores en la Abadía de Westminster, aunque su ubicación exacta se desconoce. Su corazón, sin embargo, se entierra en el monasterio de Backfiars, Londres, actualmente destruido.

## Escudo de armas
Como herederos aparentes del trono, tanto Alfonso como su hermano Eduardo, llevaron las armas del reino diferenciadas por un lambel azur de tres puntas.